# Physical Review C
Physical Review C (abrégé en Phys. Rev. C) est une revue scientifique à comité de lecture qui publie des articles dans le domaine de la physique nucléaire et la physique hadronique.
D'après le Journal Citation Reports, le facteur d'impact de ce journal était de 3,477 en 2009 et de 3,304 en 2018. L'actuel directeur de publication est Benjamin F. Gibson.

## Histoire
Au cours de son histoire, le journal a changé de nom :
- Physical Review, 1893-1969  (ISSN 0031-899X)
- Physical Review C: Nuclear physics, 1970-en cours  (ISSN 0556-2813)